# Mamutica
Mamutica je největší obytný dům v Chorvatsku.
Jedná se o velkou stavbu, která se nachází na sídlištní části Záhřebu Novi Zagreb – istok. Kromě toho, že je suverénně největší v celém Chorvatsku, patří také i mezi největší v Evropě. Postaven byl roku 1974; budova je 240 m dlouhá, 70 m vysoká a má 20 podlaží. Bydlí zde okolo 5 000 lidí, a to celkem ve 1212 bytech v celkové hodnotě 135,7 milionů eur.